# Przewlekła białaczka limfocytowa B-komórkowa
Przewlekła białaczka limfocytowa B-komórkowa – należąca do grupy zespołów limfoproliferacyjnych hematologiczna choroba nowotworowa dotycząca dojrzałych morfologicznie limfocytów. 
Zwykle ma łagodny przebieg. W obrazie morfologicznym charakteryzuje się leukocytozą z limfocytozą. Może w jej przebiegu występować powiększenie węzłów chłonnych, splenomegalia, rzadziej hepatomegalia lub powiększenie innych narządów limfatycznych, oraz zajęcie narządów pozalimfatycznych (zazwyczaj skóry). W leczeniu stosuje się głównie chlorambucyl w skojarzeniu z prednizonem, ewentualnie fludarabinę lub kladrybinę (w monoterapii lub z cyklofosfamidem).